# Рудник Пік
Рудник Пік (Peak) – гірничодобувний майданчик на сході Австралії, що здійснює розробку групи поліметалічних родовищ (свинцево-цинкові та мідні руди з підвищеним вмістом золота). Також відомий як Південний рудник групи копалень Пік (Північний рудник пов’язаний з розробкою родовища Нью-Кобар).
Ще в XIX столітті виявили рудне поле Кобар, на якому, зокрема, працювали копальні Грейт-Кобар та розташована північніше від неї CSA. Південніше від Грейт-Кобар велась обмежена розробка родовища Пік, з верхньої частини якого за період з 1896 по 1951 роки вилучили 0,3 млн тонн руди, що містила 6,5 тонн золота та біля 150 тонн срібла. Головна активність при цьому припала на період до 1911 року, а глибина розробки не перевищувала 97 метрів.
В 1980-му виявили основне рудне тіло родовища Пік, що залягало на глибинах від 300 до 700 метрів, і в 1991-му узялись за його розробку за допомогою транспортного ухилу. Вона тривала до 2002 року та призвела до вилучення понад 30 тонн золота. В 2006-му роботи на цьому рудному тілі відновились. 
У 1994-му південніше від Пік виявили родовище Персевіренс, розробка якого стартувала в 2003 році. Воно розташоване на значно більшій глибині, так що глибина підземних виробіток копальні досягає тут 1,6 кілометра. Доступ до Персевіренс облаштували через похилий тунель з підземних виробіток Пік.
За три кілометри північніше від Пік розташоване родовище Нью-Оксідентал (New Occidental), верхня частина якого відпрацьовувалась між 1889 та 1952 рокам (з перервами). За цей період вилучили 2,1 млн тонн руди, що містила біля 20 тонн золота. В 2001-му узялись за розробку глибоких горизонтів, при цьому використовують шахтний стовбур та завершений в 2007-му похилий тунель з підземних виробіток Пік.
Південний рудник отримав розташовану на глибині 630 метрів дробильну станцію. Також є відомості, що його річна проектна потужність становить 585 тисяч тонн руди. Вилучена руда надходить на збагачувальну фабрику Пік.
Станом на 2024 рік залишкові ресурси Південного рудника оцінювались у 2,3 млн тонн свинцево-цинкової руди з середнім вмістом 4,3% цинку, 3,2% свинцю, 0,5% міді та 2,3 грама золота на тонну. Також рахувались ресурси у 2,1 млн тонн мідної руди з середнім вмістом 1,1 % міді та 2,1 грама золота на тонну.
Розробку провадила канадська компанія New Gold Inc., що в 2018 році продала цей актив австралійській Aurelia Metals Limited.